# Supercopa Francesa de Voleibol Masculino de 2023
A Supercopa Francesa de Voleibol Masculino de 2023 foi a 12.ª edição desta competição anual organizado pela Ligue Nationale de Volley (LNV), que ocorreu no dia 13 de outubro, na cidade de Tours, no departamento de Indre e Líger.
Jogando em casa, a equipe do Tours Volley-Ball conquistou seu quinto título ao vencer o Chaumont Volley-Ball 52 por 3 sets a 1.

## Regulamento
A competição foi disputada em partida única.

## Equipes participantes
| Equipe                  | Cidade   | Qualificação                       | Última participação |
| ----------------------- | -------- | ---------------------------------- | ------------------- |
| Tours Volley-Ball       | Tours    | Campeão da Ligue A de 2022–23      | 2015                |
| Chaumont Volley-Ball 52 | Chaumont | Vice-campeão da Ligue A de 2022–23 | 2022                |

## Local da partida
| Tours, França                   |
| Palais des Sports Robert Grenon |
| ------------------------------- |
|                                 |
| Capacidade: 3 000               |

## Resultado
| Data   | Hora  |                   | Placar |                         | Set 1 | Set 2 | Set 3 | Set 4 | Set 5 | Total  | Relatório |
| ------ | ----- | ----------------- | ------ | ----------------------- | ----- | ----- | ----- | ----- | ----- | ------ | --------- |
| 13 out | 20:30 | Tours Volley-Ball | 3–1    | Chaumont Volley-Ball 52 | 27–29 | 25–19 | 25–21 | 25–23 |       | 102–92 | Relatório |

## Premiação
| Supercopa Francesa de 2023             |
| -------------------------------------- |
| Tours Volley-Ball Campeão (5.º título) |